# 書麟
書麟（穆麟德轉寫：šulin，1730年—1801年），又舒齡，字紱齋，高佳氏，滿洲鑲黃旗人，清朝官员、军事将领，历任两江、闽浙、云贵、湖广总督，封一等男爵，授协办大学士。大學士高晉長子。

## 生平
初授鑾儀衛整儀尉，累遷冠軍使。乾隆三十六年，擢西安满洲副都統。乾隆三十八年，為領隊大臣，隨參贊大臣豐昇額征金川。金川平，圖形紫光閣。四十一年，授廣西提督。四十四年，署兵部左侍郎。四十九年，出為安徽巡撫；乾隆五十年，安徽旱灾，奏请截留部分漕运粮与关税银以备赈恤，被敕允（载《安徽通志：名宦》卷104）。五十二年至五十五年，任兩江總督兼署江南河道总督，乾隆帝赐诗并书《赐两江总督书麟之任作》，其中写道，“歙徽灾务纾予念，廉谨家风望尔任”（载《清高宗（乾隆）御制诗文全集》第八册）；乾隆五十三年、五十五年、五十七年三署江苏巡抚（载《苏州府志》）；五十四年，上奏附图《陶庄新河图》（现藏台湾故宫博物院）。不久，因徇私失察褫職，遣戍伊犂。尋起複為山西巡撫。五十六年至五十九年（1794），仍授兩江總督，五十八年兼署江宁织造，五十九年兼署江南河道总督。因兩淮鹽政巴寧阿（内务府正白旗汉军、总管内务府大臣，其胞姊汪氏封乾隆帝之惇妃）交結商人，坐書麟徇庇，復奪職，予三等侍衞，赴新疆效力。嘉慶二年六月，署烏魯木齊都統。嘉慶四年正月，授吏部尚書；三月授闽浙总督、正紅旗漢軍都統，加太子少保、協辦大學士；十月改授云贵总督，親赴黃草壩督兵分路進剿，擒叛首李文明等。五年，調湖廣總督，督師剿襄陽青、藍、黃三號教匪。六年，進剿徐天德、苟文明等；四月兼任吏部尚書。因病乞解職，遣侍衛率御醫馳視，未幾，卒於軍中。贈太子太傅，封一等男爵，以子吉郎阿嗣，諡文勤。嘉庆六年御制《协办大学士吏部尚书书麟碑文》。《清史稿：列傳一百三十》、《國史列傳》有传。
乾隆帝赐两江总督萨载和书麟的御制石碑，现存于南京煦园。书麟的石碑刻的即是乾隆亲书的诗作《赐两江总督书麟之任作》。

## 家庭
- 祖父高述明，甘肅涼州鎮總兵。祖母朱氏（父内务府正黄旗满洲、內務府員外郎朱國善）。
- 父高晉，文華殿大學士兼禮部尚書。母王氏（父正蓝旗满洲、刑部員外郎德林，叔父刑部、兵部、吏部尚書恭簡公性桂）。
- 姑母高佳氏，嫁正蓝旗汉军、二等侍卫胡照（父头等侍卫永庆；即道光三十年庚戌科进士吉惠之高祖、光绪二年丙子科进士胡俊章之玄祖）。
- 姑母高佳氏，嫁内务府正白旗汉军、佐领李維屏（又黑達塞，祖父雍正元年至九年总管内务府大臣李延禧）。
- 胞兄廣厚，乾隆四十三年戊戌科進士，安徽、湖南巡撫。女高佳氏，嫁鎮國將軍永裕（父諴密郡王弘暢）；其子三等侍衛、輔國將軍綿丹，妻多拉爾氏（又都拉拉氏，父鑲黃旗滿洲、頭等侍衛、一等超勇公安祿，与頭等侍衛富察氏惠倫（父一等承恩公奎林）同时阵亡；祖父一等超勇公海蘭察）。
- 胞弟廣興，总管内务府大臣。女高佳氏，嫁正黄旗满洲觉罗長年（父乾隆壬午科舉人觉罗玉正，曾祖康熙甲戌科進士觉罗滿保）。
- 胞姊高佳氏，嫁内务府鑲黃旗汉军王佳氏德誠（父戶部左侍郎吉慶；亦有姓氏为魏佳氏一说）。
- 胞姊高佳氏，嫁镶黄旗满洲、乾隆乙未科進士費莫氏德昌（父山西巡撫蘇爾德）。
- 妻伊氏（父镶白旗满洲、工部郎中音德布）。
- 子吉郎阿，袭一等男爵，廣東、浙江副將。妻章佳氏（祖父镶黄旗满洲、大學士尹繼善）。
- 女高佳氏，嫁镶黄旗满洲覺羅官慶（父湖南巡抚覺羅敦福，曾修复岳麓书院、城南书院、长沙天心阁；胞叔乾隆十三年（1748年）戊辰科繙譯進士覺羅敦岱，吏科掌印給事中；曾祖騎都尉觉罗諸詹，先祖覺羅包朗阿；母鈕祜祿氏（父多隆額））。
- 孙儿常善。其子久壽，孙儿德禧，曾孙續昌。
- 孙女高佳氏，嫁鑲白旗一等奉國將軍載茂（父奉恩辅国公奕礼，祖父副都统宗室绵怀，高祖和硕恆恪親王弘晊，玄祖恆溫親王允祺即康熙帝第五子；嫡母富察氏（祖父鑲黃旗滿洲、一等子爵明仁；祖伯父明義，著有《綠煙鎖窗集》），继母鈕祜祿氏（父镶黄旗满洲、兵部尚書福慶，姑母鈕祜祿氏封乾隆帝之順貴人））。其子宗室溥鏡；妻博爾濟吉特氏（父镶黄旗满洲裕英，祖父文渊阁大学士文敬公文孚，曾祖乾隆壬戌科進士國棟）。

### 親戚
- 伯公：高斌，清朝官員，官至文淵閣大學士、江南河道總督，清朝的治河名臣。
- 長堂姑：清高宗乾隆帝之慧賢皇貴妃。
- 二堂姑：高佳氏，嫁大學士鄂爾泰次子鄂實。
- 堂伯父：高恒，清朝官員、外戚。因侵吞鹽引被處以死刑，盧見曾因曾長期任兩淮鹽運使，亦牽連入案。

### 侄
- 長堂兄：高樸，高恒長子。清朝官員，因貪墨遭誅，為葉爾羌玉石案之主犯。
- 次堂兄：高枋，高恒次子。
- 三堂兄：高栻，高恒第三子。
- 四堂兄：高杞，高恒第四子。清朝官員，娶順貴人之姐鈕祜祿氏。

## 延伸阅读
[在维基数据编辑]
 《清史稿·卷343》，出自趙爾巽《清史稿》